# SK Jugoslavija
El SK Jugoslavija (en serbio cirílico: CК Југославија) fue un club de fútbol serbio de Belgrado. Fue fundado en 1913 como SK Velika Srbija («Gran Serbia») y cambió su nombre a SK Jugoslavija en 1919.
El equipo fue uno de los más populares y exitosos del incipiente fútbol serbio y posteriormente yugoslavo. Conocidos como Crveni («Rojos») por su uniforme rojo, mantuvieron una gran rivalidad con el BSK, conocidos como los Plavi («Azules»). El equipo fue clausurado en 1945 por el nuevo gobierno comunista yugoslavo para formar el Estrella Roja de Belgrado. El SK Jugoslavija contó, además, con varias secciones deportivas.

## Palmarés
- Campeonato yugoslavo: 4

1922, 1924, 1925, 1941–42
- Copa de Yugoslavia: 2

1936, 1939
- Copa Olímpica de Serbia: 1

1914

## Entrenadores
Esta es una selección de algunos de los entrenadores más importantes del SK Jugoslavija:
- Alojz Mahek (1913–1914)[2]
- Danilo Stojanović (1923-1924)
- Karel Blaha (1924-1926)
- Harry Lank (1927)[3]
- Johann Strnad (1928-1933)[4]
- Dragan Jovanović (1933)
- Károly Nemes (1934)[5]
- Ivo Kumanudi (1935-?)
- Gyula Feldmann (1938-1939)[6]
- Robert Lang (1939-1940)
- Mira Stevanović (1940-?)